# Colombo (ópera)
Colombo (título original en italiano; en español, Colón) es una ópera en cuatro actos con música de Antônio Carlos Gomes. La trama se basa en un poema de Albino Falanca, seudónimo de Aníbal Falcão, político brasileño amigo del compositor. La cantata, compuesta para la fiesta de conmemoración del cuarto centenario del descubrimiento de América por parte de Cristóbal Colón, fue representada por vez primera en el Teatro Lírico de Río de Janeiro (anterior Theatro D. Pedro II) el 12 de octubre de 1892.
El libreto original está en italiano, hecho comprensible en la medida en que se constata que el idioma oficial de la música vocal, a finales del siglo XIX, era todavía el italiano, principalmente para un compositor que, brasileño, hizo carrera en Italia.
En las estadísticas de Operabase Archivado el 14 de mayo de 2017 en Wayback Machine. aparece con sólo dos representaciones en el período 2005-2010.